# UNCF
Der United Negro College Fund (kurz UNCF), auch als United Fund bekannt, ist eine US-amerikanische gemeinnützige Organisation, die Stipendien für schwarze Studenten und allgemeine Stipendien für 37 Historisch afroamerikanische Colleges und Hochschulen (HBCU) finanziert.
Der UNCF wurde am 25. April 1944 von Frederick D. Patterson, dem damaligen Präsidenten des Tuskegee Institutes, Mary McLeod Bethune und anderen eingerichtet. Der Hauptsitz befindet sich in Washington, D.C. Pro Jahr vergibt der UNCF mehr als 10.000 neue Stipendien an Studenten aus Familien mit niedrigen und mittleren Einkommen an etwa 1.100 Colleges und Hochschulen. Die Gesamtsumme der Fördermittel beträgt über 100 Millionen US-Dollar pro Jahr.
Präsident und Geschäftsführer des UNCF ist seit 2004 Michael Lomax (Stand: April 2018). Zu den ehemaligen Präsidenten des UNCF gehören William H. Gray und Vernon Jordan.